# Portrait of Jennie
Portrait of Jennie is een Amerikaanse romantische fantasyfilm uit 1948 onder regie van William Dieterle. De film is gebaseerd op de gelijknamige novelle van Robert Nathan en werd destijds in Nederland uitgebracht onder de titel De storm.

## Verhaal
Het jaar is 1934. Eben Adams is een schilder in New York die nauwelijks kan rondkomen van zijn magere artiestenloontje. In Central Park ontmoet hij op een dag het jonge meisje Jennie Appleton. Ze draagt ouderwetse kleding is en beweert dat haar ouders in de vaudeville werken, ook al is het theater dat ze noemt al decennia geleden met de grond gelijk gemaakt. Ze schrikt van een van zijn sketches, waarop een vuurtoren bij Cape Cod wordt afgebeeld. Eben maakt een sketch van haar, waar de welvarende kunstdealer Spinney zeer van onder de indruk is.
Enkele dagen later stuit Eben haar opnieuw op het lijf en tot zijn verbazing is ze jaren ouder dan bij hun vorige ontmoeting. Hij vraagt haar om hem voor te stellen aan haar ouders en hoewel ze instemt, komt een ontmoeting niet tot stand. Eben besluit naar haar te zoeken op Times Square, waar hij een deurwaarder spreekt waar het voormalige vaudevilletheater was gesitueerd. Deze man verwijst hem naar Clara Morgan, die bekend was met de Appletons. Clara vertelt hem dat Jennies ouders omkwamen bij een kabelongeluk op het podium. Jennie werd nadien naar een weeshuis gestuurd.
Dezelfde avond treft hij Jennie in het park. Ze is van streek en legt uit dat haar ouders eerder die avond zijn omgekomen. Eben ontmoet haar nog een keer, nu als beeldige jongvolwassene. Ze belooft spoedig met hem af te spreken, maar Eben kan haar daarna nergens meer vinden. Hij besluit het weeshuis te bezoeken, waar hem wordt verteld dat Jennie jaren eerder is omgekomen bij een bootongeluk nabij Cape Cod. Eben besluit om naar de vuurtoren te gaan en met een boot naar het punt te varen waar Jennie is verdronken. Een heftige storm op het water sleurt hem in het water. Jennie komt plotseling tevoorschijn, maar verdwijnt met de volgende stroming mee.

## Rolverdeling
| Acteur          | Personage            |
| --------------- | -------------------- |
| Jennifer Jones  | Jennie Appleton      |
| Joseph Cotten   | Eben Adams           |
| Ethel Barrymore | Miss Spinney         |
| Lillian Gish    | Mother Mary of Mercy |
| Cecil Kellaway  | Matthews             |
| David Wayne     | Gus O'Toole          |
| Albert Sharpe   | Moore                |
| Henry Hull      | Eke                  |
| Florence Bates  | Mevrouw Jekes        |
| Clem Bevans     | Kapitein Cobb        |
| Maude Simmons   | Clara Morgan         |
| Nancy Davis     | Tiener in museum     |
| Anne Francis    | Tiener in museum     |
| Nancy Olson     | Tiener in museum     |

## Achtergrond
Producent David O. Selznick kocht de rechten van het boek met de bedoeling om actrice Jennifer Jones te demonstreren. De draaiperiode duurde anderhalf jaar, waardoor de film groot verlies leed. Niettemin bleek de film een boost voor de carrière van de hoofdrolspelers; Jones en Cotten kregen gunstige kritieken van de pers.